# Frank Chapot
Francis Davis Chapot –conocido como Frank Chapot– (Camden, 24 de febrero de 1932-Bound Brook, 20 de junio de 2016) fue un jinete estadounidense que compitió en la modalidad de salto ecuestre.
Participó en seis Juegos Olímpicos de Verano entre los años 1956 y 1976, obteniendo dos medallas, plata en Roma 1960 y plata en Múnich 1972. Ganó cuatro medallas en los Juegos Panamericanos entre los años 1959 y 1967.

## Palmarés internacional
| Juegos Olímpicos     | Juegos Olímpicos         | Juegos Olímpicos | Juegos Olímpicos |
| Año                  | Lugar                    | Medalla          | Categoría        |
| -------------------- | ------------------------ | ---------------- | ---------------- |
| 1960                 | Roma (Italia)            | Medalla de plata | Por equipos      |
| 1972                 | Múnich (RFA)             | Medalla de plata | Por equipos      |
| Juegos Panamericanos |                          |                  |                  |
| Año                  | Lugar                    | Medalla          | Categoría        |
| 1959                 | Chicago (Estados Unidos) | Medalla de oro   | Por equipos      |
| 1959                 | Chicago (Estados Unidos) | Medalla de plata | Individual       |
| 1963                 | São Paulo (Brasil)       | Medalla de oro   | Por equipos      |
| 1967                 | Winnipeg (Canadá)        | Medalla de plata | Por equipos      |